# 日本農業機械・施設便覧
日本農業機械・施設便覧(にほんのうぎょうきかい・しせつびんらん)とは出版物である。

## 概要
日本で販売されている農業機械・農業施設について型式別の機能・装備・希望小売価格が掲載されている。日本農業機械化協会が昭和49年から毎年刊行している。その年の国産および輸入の各種農業機械等について調べるのに重要な手がかりとなる。一般社団法人日本農業機械化協会が販売しているほか、大手の図書館に所蔵されている。